# Becas MacArthur
Las Becas MacArthur son otorgadas por la Fundación MacArthur, la cual cada año premia a entre veinte y cuarenta ciudadanos estadounidenses o residentes en este país, de cualquier edad o especialidad, que "demuestran méritos excepcionales y prometen un continuo y mejorado trabajo creativo".
De acuerdo con el sitio web de la fundación, "las becas no son un premio por logros pasados sino una inversión en la originalidad, perspicacia y potencial de una persona". El premio ha sido definido como "uno de los premios más importantes sin condiciones asociadas" para sus receptores. Actualmente las becas están dotadas de una cantidad de 500.000 dólares, abonados en cuotas trimestrales durante cinco años. Hasta el año 2007 hubo 756 becarios que recibieron un total de más de 350 millones de dólares. Entre los becados se encuentran personas tan jóvenes como de 18 años y tan ancianas como de 82.
Las candidaturas son propuestas por un jurado anónimo que presenta sus recomendaciones a un pequeño comité de selección formado por en torno a una docena de personas también anónimas. El comité revisa todas las candidaturas y entrega sus propias recomendaciones al presidente de la junta directiva. La mayor parte de los becados descubren que han sido candidatos cuando reciben la llamada de felicitación por haber recibido el premio.

## Lista de becados por el programa de Becas MacArthur
Becarios del programa de becas MacArthur listados por el año de concesión de la beca:

### 1981
- A. R. Ammons, poeta
- Joseph Brodsky, poeta
- Gregory V. Chudnovsky, matemático
- Robert Coles, psiquiatra infantil
- Shelly Errington, antropóloga cultural
- Henry Louis Gates, Jr., crítico literario
- Michael Ghiselin, biólogo evolutivo
- Stephen Jay Gould, paleontólogo
- Ian Graham, arqueólogo
- John Imbrie, climatólogo
- Elma Lewis, profesora de arte
- James Alan McPherson, novelista, escritor
- Roy P. Mottahedeh, historiador
- Douglas D. Osheroff, físico
- Robert Root-Bernstein, biólogo e historiador de la ciencia
- Lawrence Rosen, abogado y antropólogo
- Carl E. Schorske, historiador
- Leslie Marmon Silko, escritora
- Derek Walcott, poeta y dramaturgo
- Robert Penn Warren, poeta, escritor, y crítico literario
- Stephen Wolfram, científico computacional y físico[4]
- John Cairns, biólogo molecular
- Joel E. Cohen, biólogo poblacional
- Richard Critchfield, ensayista
- Howard Gardner, psicólogo
- John Gaventa, sociólogo
- David Hawkins, filósofo
- John P. Holdren, analista del control armamentístico y energético
- Ada Louise Huxtable, crítica arquitectónica e historiadora
- Robert Kates, geógrafo
- Raphael Carl Lee, cirujano
- Cormac McCarthy, escritor
- Barbara McClintock, genetista
- Richard C. Mulligan, biólogo molecular
- Elaine H. Pagels, historiadora de las religiones
- David Pingree, historiador de la ciencia
- Paul G. Richards, sismólogo
- Richard Rorty, filósofo
- Joseph Hooton Taylor Jr., astrofísico
- Michael Woodford, economista
- George Zweig, físico y neurobiólogo[5]

### 1982
- Fouad Ajami, politólogo
- Charles A. Bigelow, diseñador gráfico
- Peter Robert Lamont Brown, historiador
- Robert Darnton, historiador de Europa
- Persi Diaconis, estadístico
- William Gaddis, novelista
- Ved Mehta, escritor
- Robert Parris Moses, educador y filósofo
- Richard A. Muller, geólogo y astrofísico
- Conlon Nancarrow, compositor
- Alfonso Ortiz, antropólogo cultural
- Francesca Rochberg, asirióloga e historiadora de la ciencia
- Charles Sabel, politólogo y jurista
- Ralph Shapey, compositor y director de orquesta
- Michael Silverstein, lingüista
- Randolph Whitfield, Jr, oftalmólogo
- Frank Wilczek, físico
- Frederick Wiseman, documentalista
- Edward Witten, físico. Creador de la Teoría M[6]

### 1983
- R. Stephen Berry, físico químico
- Philip D. Curtin, historiador de África
- William H. Durham, antropólogo biológico
- Bradley Efron, estadístico
- David L. Felten, neurocientífico
- Shelomo Dov Goitein, historiador del medievo
- Ramón A. Gutiérrez, historiador
- Bela Julesz, psicólogo
- William Kennedy, novelista
- Leszek Kołakowski, historiador de la filosofía y la religión
- Brad Leithauser, poeta y escritor
- Lawrence W. Levine, historiador
- Ralph Manheim, traductor
- Charles S. Peskin, matemático y fisiólogo
- Julia Robinson, matemática
- John Sayles, cineasta y escritor
- Peter Sellars, director de teatro y ópera
- Adrian Wilson, editor, impresor e historiador bibliográfico
- Irene J. Winter, historiadora del arte y arqueóloga
- Mark S. Wrighton, químico[7]

- Seweryn Bialer, politólogo
- William C. Clark, ecologistaa y analista de política medioambiental
- Randall W. Forsberg, politólogo y estratega del control armamentístico
- Alexander L. George, politólogo
- Mott T. Greene, historiador de la ciencia
- John J. Hopfield, físico y biólogo
- Sylvia A. Law, abogada de derechos humanos
- Robert K. Merton, historiador y sociólogo de la ciencia
- Walter F. Morris, Jr., conservacionista cultural
- A.K. Ramanujan, poeta, traductor, y estudioso de la literatura
- Alice M. Rivlin, economista y analista política
- Richard M. Schoen, matemático
- Karen K. Uhlenbeck, matemática[8]

### 1984
- George W. Archibald, ornitólogo
- Ernesto J. Cortes, Jr., activista
- Robert Hass, poeta, crítico y traductor
- J. Bryan Hehir, estudioso de las religiones y la política exterior
- Robert Irwin, pintor y artista
- Ruth Prawer Jhabvala, novelista y guionista
- Paul Oskar Kristeller, historiador y filósofo
- Sara Lawrence-Lightfoot, pedagoga
- Heather Lechtman, científico de materiales y arqueólogo
- Michael Lerner, experto en salud pública
- Andrew W. Lewis, historiador del medievo
- Arnold J. Mandell, neurocientífico y psiquiatra
- Matthew Meselson, genetista y analista del control armamentístico
- David R. Nelson, físico
- Michael Piore, economista
- Judith N. Shklar, filósofa política
- Charles Simic, poeta, traductor y ensayista
- David Stuart, lingüista y epigrafista
- John E. Toews, historiador
- James Turrell, escultor de la luz
- Jay Weiss, psicólogo
- Carl R. Woese, biólogo molecular[9]

- Shelly Bernstein, hematóloga pediátrica
- Peter J. Bickel, estadístico
- Bill Drayton, emprendedor social
- Sidney Drell, físico y analista del control armamentístico
- Mitchell J. Feigenbaum, físico matemático
- Michael H. Freedman, matemático
- Curtis G. Hames, médico de familia
- Shirley Heath, antropóloga lingüística
- Bette Howland, escritora y crítica literaria
- Bill Irwin, payaso, escritor, y artista
- Fritz John, matemático
- Galway Kinnell, poeta
- Henry Kraus, historiador del arte y del trabajo
- Peter Mathews, arqueólogo y epigrafista
- Beaumont Newhall, historiador de la fotografía
- Roger S. Payne, zoólogo y conservacionista
- Edward V. Roberts, activista por los derechos de los discapacitados
- Elliot Sperling, experto en estudios tibetanos
- Frank Sulloway, psicólogo
- Alar Toomre, astrónomo y matemático
- Amos Tversky, científico cognitivo
- J. Kirk Varnedoe, historiador del arte
- Bret Wallach, geógrafo
- Arthur Winfree, fisiólogo y matemático
- Billie Young, activista[10]

### 1985
- Joan Abrahamson, activista
- John Ashbery, poeta
- John F. Benton, historiador del medievo
- Harold Bloom, crítico literario
- Valery Chalidze, físico y activista de los derechos humanos
- William Cronon, historiador medioambiental
- Merce Cunningham, coreógrafo
- Jared Diamond, historiador medioambiental y geógrafo
- Marian Edelman, fundadora de la Children's Defense Fund
- Morton Halperin, politólogo
- Robert M. Hayes, abogado y activista de los derechos humanos
- Edwin Hutchins, científico cognitivo
- Sam Maloof, carpintero

- Andrew McGuire, especialista en prevención de traumas
- Patrick Noonan, conservacionista
- George Oster, biólogo matemático
- Thomas G. Palaima, clasicista
- Peter Raven, botánico
- Jane S. Richardson, bioquímica
- Gregory Schopen, historiador de las religiones
- Franklin Stahl, genetista
- J. Richard Steffy, arqueólogo náutico
- Ellen Stewart, directora de teatro
- Paul Taylor, coreógrafo
- Shing-Tung Yau, matemático[11]

### 1986
- Paul Adams, neurobiólogo
- Milton Babbitt, compositor
- Christopher Beckwith, filólogo
- Richard Benson, fotógrafo
- Lester R. Brown, economista agrícola
- Caroline Bynum, historiadora del medievo
- William A. Christian, historiador de las religiones
- Nancy Farriss, historiadora
- Benedict Gross, matemático
- Daryl Hine, poeta y traductor
- John Robert Horner, paleobiólogo
- Thomas C. Joe, analista de la política social
- David Keightley, historiador y sinólogo

- Albert J. Libchaber, físico
- David C. Page, genetista molecular
- George Perle, compositor y teórico de la música
- James Randi, divulgador
- David Rudovsky, abogado de los derechos civiles
- Robert Shapley, neurofisiólogo
- Leo Steinberg, historiador del arte
- Richard P. Turco, científico atmosférico
- Thomas Whiteside, periodista
- Allan C. Wilson, bioquímico
- Jay Wright, poeta y dramaturgo
- Charles Wuorinen, compositor[12]

### 1987
- Walter Abish, escritor
- Robert Axelrod, politólogo
- Robert F. Coleman, matemático
- Douglas Crase, poeta
- Daniel Friedan, físico
- David Gross, físico
- Ira Herskowitz, genetista molecular
- Irving Howe, crtítico literario y social
- Wesley Charles Jacobs, Jr., planificador rural
- Peter Jeffery, musicólogo
- Horace Freeland Judson, historiador de la ciencia
- Stuart Alan Kauffman, biólogo evolutivo
- Richard Kenney, poeta
- Eric Lander, genetista y matemático
- Michael Malin, geólogo y planetólogo
- Deborah W. Meier, activista de la reforma educativa

- Arnaldo Dante Momigliano, historiador
- David Mumford, matemático
- Tina Rosenberg, periodista
- David Rumelhart, científico cognitivo y psicólogo
- Robert Morris Sapolsky, neuroendocrinólogo y primatólogo
- Meyer Schapiro, historiador del arte
- John H. Schwarz, físico
- Jon Seger, ecólogo evolutivo
- Stephen Shenker, físico
- David Dean Shulman, historiador de las religiones
- Muriel S. Snowden, activista
- Mark Strand, poeta y escritor
- May Swenson, poeta
- Huynh Sanh Thong, traductor y editor
- William Julius Wilson, sociólogo
- Richard Wrangham, etólogo primatólogo[13]

### 1988
- Charles Archambeau, geofísico
- Michael Baxandall, historiador del arte
- Ruth Behar, antropóloga cultural
- Ran Blake, compositor y pianista
- Charles Burnett, cineasta
- Philip James DeVries, entomólogo
- Andre Dubus, escritor
- Helen T. Edwards, física
- Jon H. Else, documentalista
- John G. Fleagle, primatólogo y paleontólogo
- Cornell H. Fleischer, historiador de oriente próximo
- Getatchew Haile, filólogo y lingüista
- Raymond Jeanloz, geofísico
- Marvin Phillip Kahl, zoólogo
- Naomi Pierce, bióloga
- Thomas Pynchon, novelista

- Stephen J. Pyne, historiador medioambiental
- Max Roach, percusionista y compositor de jazz
- Hipólito (Paul) Roldan, activista
- Anna Curtenius Roosevelt, arqueóloga
- David Alan Rosenberg, historiador militar
- Susan Irene Rotroff, arqueóloga
- Bruce Schwartz, escultor figurativo y titiritero
- Robert Shaw, físico
- Jonathan Spence, historiador
- Noel M. Swerdlow, historiador de la ciencia
- Gary A. Tomlinson, musicólogo
- Alan Walker, paleontólogo
- Eddie Williams, analista político y activista de los derechos civiles
- Rita P. Wright, arqueóloga
- Garth Youngberg, agrónomo[14]

### 1989
- Anthony Amsterdam, abogado y jurista
- Byllye Avery, activista de la salud de la mujer
- Alvin Bronstein, abogado de los derechos humanos
- Leo Buss, biólogo evolutivo
- Jay Cantor, escritor
- George Davis, analista de política medioambiental
- Allen Grossman, poeta
- John Harbison, compositor y director de orquesta
- Keith Hefner, periodista y educador
- Ralf Hotchkiss, ingeniero de rehabilitación
- John Rice Irwin, conservacionista cultural
- Daniel Janzen, ecologista
- Bernice Johnson Reagon, historiador de la música, compositor y vocalista
- Aaron Lansky, conservacionista cultural
- Jennifer Moody, arqueóloga y antropóloga

- Errol Morris, cineasta
- Vivian Paley, pedagoga y escritora
- Richard Powers, novelista
- Martin Puryear, escultor
- Theodore Rosengarten, historiador
- Margaret W. Rossiter, historiadora de la ciencia
- George Russell, compositor y teórico de la música
- Pam Solo, analista del control armamentístico
- Ellendea Proffer Teasley, traductora y editora
- Claire Van Vliet, artista
- Baldemar Velasquez, activista campesino
- Bill Viola, videoartista
- Eliot Wigginton, profesor
- Patricia Wright, primatóloga[15]

### 1990
- John Christian Bailar, bioestadístico
- Martha Clarke, directora de teatro
- Jacques d'Amboise, profesor de danza
- Guy Davenport, escritor y crítico
- Lisa Delpit, activista de la reforma educativa
- John Eaton, compositor
- Paul R. Ehrlich, biólogo poblacional
- Charlotte Erickson, historiadora
- Lee Friedlander, fotógrafo
- Margaret Geller, astrofísica
- Jorie Graham, poeta
- Patricia Hampl, escritora
- John Hollander, poeta y crítico literario
- Thomas Cleveland Holt, historiador social y cultural
- David Kazhdan, matemático
- Calvin King, especialista en el desarrollo rural
- M. A. R. Koehl, biólogo marino
- Nancy Kopell, matemática

- Michael Moschen, artista
- Gary Nabhan, etnobotánico
- Sherry Ortner, antropóloga
- Otis Pitts, activista
- Yvonne Rainer, cineasta y coreógrafa
- Michael Schudson, sociólogo
- Rebecca J. Scott, historiadora
- Marc Shell, erudito
- Susan Sontag, escritora y crítica cultural
- Richard Stallman, fundador de la Free Software Foundation, inventor del Copyleft
- Guy Tudor, conservacionista
- Maria Varela, activista
- Gregory Vlastos, clasicista y filósofo
- Kent Whealy, conservacionista
- Eric Wolf, antropólogo
- Sidney Wolfe, médica
- Robert Woodson, activista
- Jose Zalaquett, abogado de los derechos humanos[16]

### 1991
- Jacqueline Barton, químico biofísico
- Paul Berman, periodista
- James Blinn, animador computacional
- Taylor Branch, historiador social
- Trisha Brown, coreógrafa
- Mari Jo Buhle, historiadora de América
- Patricia Churchland, (Neuro)filósofa
- David Donoho, estadístico
- Steven Feld, antropólogo
- Alice Fulton, poeta
- Guillermo Gómez-Peña, escritor y artista
- Jerzy Grotowski, director de teatro
- David Hammons, artista
- Sophia Harris, activista de la ayuda a la infancia
- Lewis Hyde, escritor
- Ali Akbar Khan, músico

- Sergiu Klainerman, matemático
- Martin Kreitman, genetista
- Harlan Lane, psicólogo y lingüista
- William Linder, activista
- Patricia Locke, activista por los derechos tribales
- Mark Morris, coreógrafo y bailarín
- Marcel Ophüls, documentalista
- Arnold Rampersad, biógrafo y crítico literario
- Gunther Schuller, compositor, director de orquesta e historiador del jazz
- Joel Schwartz, epidemiólogo
- Cecil Taylor, pianista de jazz y compositora
- Julie Taymor, directora de teatro
- David Werner, activista de la salud pública
- James Westphal, ingeniero y científico
- Eleanor Wilner, poeta[17]

### 1992
- Janet Benshoof, abogada
- Robert Blackburn, grabador
- Unita Blackwell, activista de los derechos civiles
- Lorna Bourg, activista del desarrollo rural
- Stanley Cavell, filósofo
- Amy Clampitt, poeta
- Ingrid Daubechies, matemática
- Persi Diaconis, matemático y estadístico
- Wendy Ewald, fotógrafa
- Irving Feldman, poeta
- Barbara Fields, historiadora
- Robert Hall, periodista
- Ann Ellis Hanson, historiadora
- John Henry Holland, científico computacional
- Wes Jackson, agrónomo
- Evelyn Fox Keller, historiadora y filósofa de la ciencia
- Steve Lacy, saxofonista y compositor

- Suzanne Lebsock, historiadora social
- Sharon R. Long, bióloga
- Norman Manea, escritor
- Paule Marshall, escritora
- Michael Massing, periodista
- Robert McCabe, pedagogo
- Susan Meiselas, fotoperiodista
- Amalia Mesa-Bains, artista y crítica cultural
- Stephen Schneider, climatólogo
- Joanna Scott, escritora
- John T. Scott, artista
- John Terborgh, biólogo conservacionista
- Twyla Tharp, bailarina y coreógrafa
- Philip Treisman, profesor de matemáticas
- Laurel Thatcher Ulrich, historiadora
- Geerat J. Vermeij, biólogo evolutivo
- Günter P. Wagner, biólogo[18]

### 1993
- Nancy Cartwright, filósofa
- Demetrios Christodoulou, matemático y físico
- Maria Crawford, geóloga
- Stanley Crouch, crítico de jazz y escritor
- Nora England, lingüista antropológica
- Paul Farmer, antropólogo médico
- Victoria Foe, bióloga
- Ernest Gaines, escritor
- Pedro Greer, médico
- Thom Gunn, poeta y crítico literario
- Ann Hamilton, artista
- Sokoni Karanja, especialista en el desarrollo de la infancia y la familia
- Ann Lauterbach, poeta y crítica literaria
- Stephen Lee, químico
- Carol Levine, especialista en políticas del SIDA
- Amory Lovins, físico y analista energético

- Jane Lubchenco, bióloga marina
- Ruth Lubic, enfermera y comadrona
- Jim Powell, poeta y traductor
- Margie Profet, bióloga evolutiva
- Thomas M. Scanlon, filósofo
- Aaron Shirley, activista de la salud pública
- William Siemering, periodista y productor de radio
- Ellen Silbergeld, toxicóloga
- Leonard van der Kuijp, filólogo e historiador
- Frank N. von Hippel, analista energético y del control armamentístico
- John Edgar Wideman, escritor
- Heather Williams, bióloga y ornitóloga
- Marion Williams, intérprete de música gospel
- Robert H. Williams, físico y analista energético
- Henry T. Wright, arqueólogo y antropólogo[19]

### 1994
- Robert Adams, fotógrafo
- Jeraldyne Blunden, coreógrafa
- Anthony Braxton, compositor de vanguardia y músico
- Rogers Brubaker, sociólogo
- Ornette Coleman, intérprete de jazz y compositor
- Israel Gelfand, matemático y biólogo
- Faye Ginsburg, antropóloga
- Heidi Hartmann, economista
- Bill T. Jones, bailarín y coreógrafo
- Peter E. Kenmore, entomólogo agrícola
- Joseph E. Marshall, pedagogo

- Carolyn McKecuen, activista
- Donella Meadows, escritora
- Arthur Mitchell, coreógrafo y director de compañía
- Hugo Morales, productor de radio
- Janine Pease, educadora
- Willie Reale, profesor de artes escénicas
- Adrienne Rich, poeta y escritora
- Sam-Ang Sam, músico y conservacionista cultural
- Vincent Almendros, animador
- Jack Wisdom, físico
- Jacqueline Haas, Interationalist[20]

### 1995
- Allison Anders, cineasta
- Jed Z. Buchwald, historiador
- Octavia Butler, novelista de ciencia ficción
- Sandra Cisneros, escritora y poeta
- Sandy Close, periodista
- Frederick C. Cuny, especialista en operaciones de socorro
- Sharon Emerson, bióloga
- Richard Foreman, director de teatro
- Alma Guillermoprieto, periodista
- Virginia Hamilton, escritora
- Donald Hopkins, médico
- Susan W. Kieffer, geóloga

- Elizabeth LeCompte, directora de teatro
- Patricia Nelson Limerick, historiadora
- Michael Marletta, químico
- Pamela Matson, ecologista
- Susan McClary, musicóloga
- Meredith Monk, vocalista, compositora y directora
- Rosalind P. Petchesky, politóloga
- Joel Rogers, politólogo
- Cindy Sherman, fotógrafa
- Bryan Stevenson, abogado de los derechos humanos
- Nicholas Strausfeld, neurobiólogo
- Richard White, historiador[21]

### 1996
- James Angel, astrónomo
- Joaquin Avila, defensor de los derechos de voto
- Allan Berube, historiador
- Barbara Block, bióloga marina
- Joan Breton Connelly, arqueólogo clásico
- Thomas Daniel, biólogo
- Martin Daniel Eakes, estratega en el desarrollo económico
- Rebecca Goldstein, escritora
- Robert Greenstein, analista de políticas públicas
- Richard Howard, poeta

- John Jesurun, dramaturgo
- Richard Lenski, biólogo
- Louis Massiah, documentalista
- Vonnie McLoyd, psicóloga del desarrollo
- Thylias Moss, poeta y escritor
- Eiko Otake y Koma Otake, bailarines y coreógrafos
- Nathan Seiberg, físico
- Anna Deavere Smith, dramaturgo, periodista y actriz
- Dorothy Stoneman, educadora
- Bill Strickland, profesor de arte[22]

### 1997
- Luis Alfaro, escritor y artista
- Lee Breuer, dramaturgo
- Vija Celmins, artista
- Eric Charnov, biólogo evolutivo
- Elouise Cobell, banquera
- Peter Galison, historiador
- Mark Harrington, investigador del SIDA
- Eva Harris, bióloga molecular
- Michael Kremer, economista
- Russell Lande, biólogo
- Kerry James Marshall, artista
- Nancy A. Moran, bióloga evolutiva y ecologista

- Han Ong, dramaturgo
- Kathleen Ross, educadora
- Pamela Samuelson, estudiosa de los derechos de autor y activista
- Susan Stewart, literata y poeta
- Elizabeth Streb, bailarina y coreógrafa
- Trimpin, escultor de sonidos
- Loïc Wacquant, sociólogo
- Kara Walker, artista
- David Foster Wallace, escritor
- Andrew Wiles, matemático
- Brackette Williams, antropólogo[23]

### 1998
- Janine Antoni, artista
- Ida Applebroog, artista
- Ellen Barry, abogado activista de los derechos humanos
- Tim Berners-Lee, inventor de la World Wide Web
- Linda Bierds, poeta
- Bernadette Brooten, historiadora
- John Carlstrom, astrofísico
- Mike Davis, historiador
- Nancy Folbre, economista
- Avner Greif, economista
- Kun-Liang Guan, bioquímico
- Gary Hill, artista
- Edward Hirsch, poeta y ensayista
- Ayesha Jalal, historiadora
- Charles R. Johnson, escritor

- Leah Krubitzer, neurocientífico
- Stewart Kwoh, activista de los derechos humanos
- Charles Lewis, periodista
- William W. McDonald, ganadero y conservacionista
- Peter N. Miller, historiador
- Don Mitchell, geógrafo cultural
- Rebecca J. Nelson, patólogo vegetal
- Elinor Ochs, antropóloga lingüística
- Ishmael Reed, poeta, ensayista y novelista
- Benjamin D. Santer, científico atmosférico
- Karl Sims, científico computacional y artista
- Dorothy Thomas, activista de los derechos humanos
- Leonard Zeskind, activista de los derechos humanos
- Mary Zimmerman, dramaturgo[24]

### 1999
- Jillian Banfield, geólogo
- Carolyn R. Bertozzi, química
- Xu Bing, grabador
- Bruce G. Blair, analista político
- John Bonifaz, abogado y activista de los derechos de voto
- Shawn Carlson, profesor de ciencias
- Mark Danner, periodista
- Alison L. Des Forges, activista de los derechos humanos
- Elizabeth Diller, arquitecta
- Saul Friedländer, historiador
- Jennifer Gordon, abogada
- David Hillis, biólogo
- Sara Horowitz, abogada
- Jacqueline Jones, historiadora
- Laura L. Kiessling, bioquímica
- Leslie Kurke, clasicista

- David Levering Lewis, biógrafo e historiador
- Juan Maldacena, físico
- Gay J. McDougall, abogada de los derechos humanos
- Campbell McGrath, poeta
- Denny Moore, lingüista antropológica
- Elizabeth Murray, artista
- Pepon Osorio, artista
- Ricardo Scofidio, arquitecto
- Peter Shor, científico computacional
- Eva Silverstein, física
- Wilma Subra, científica
- Ken Vandermark, saxofonista, compositor
- Naomi Wallace, dramaturgo
- Jeffrey Weeks, matemático
- Fred Wilson, artista
- Ofelia Zepeda, lingüista[25]

### 2000
- Susan E. Alcock, arqueóloga
- K. Christopher Beard, paleontólogo
- Lucy Blake, conservacionista
- Anne Carson, poeta
- Peter J. Hayes, activista de las política energética
- David Isay, productor de radio
- Alfredo Jaar, fotógrafo
- Ben Katchor, novelista gráfico
- Hideo Mabuchi, físico
- Susan Marshall, coreógrafa
- Samuel Mockbee, arquitecto
- Cecilia Muñoz, analista de las políticas de derechos civiles
- Margaret Murnane, física óptica

- Laura Otis, literata e historiadora de la ciencia
- Lucia M. Perillo, poeta
- Matthew Rabin, economista
- Carl Safina, conservacionista marino
- Daniel P. Schrag, geoquímico
- Susan E. Sygall, activista de los derechos civiles
- Gina G. Turrigiano, neurocientífica
- Gary Urton, antropólogo
- Patricia J. Williams, jurista
- Deborah Willis, historiadora de la fotografía y fotógrafa
- Erik Winfree, científico computacional y de los materiales
- Horng-Tzer Yau, matemático[26]

### 2001
- Andrea Barrett, escritora
- Christopher Chyba, astrobiólogo
- Michael Dickinson, biólogo, bioingeniero
- Rosanne Haggerty, activista
- Lene Hau, física
- Dave Hickey, crítico de arte
- Stephen Hough, pianista
- Kay Redfield Jamison, psicólogo
- Sandra Lanham, piloto y conservacionista
- Iñigo Manglano-Ovalle, artista
- Cynthia Moss, historiadora natural

- Dirk Obbink, clasicista y papirólogo
- Norman R. Pace, bioquímico
- Suzan-Lori Parks, dramaturgo
- Brooks Pate, fisicoquímico
- Xiao Qiang, activista de los derechos humanos
- Geraldine Seydoux, bióloga molecular
- Bright Sheng, compositor
- David Spergel, astrofísico
- Jean Strouse, biógrafa
- Julie Su (abogado), abogada de los derechos humanos
- David Hildebrand Wilson, creador del Museum of Jurassic Technology[27]

### 2002
- Danielle Allen, clasicista y politóloga
- Bonnie Bassler, bióloga molecular
- Ann M. Blair, historiador
- Katherine Boo, periodista
- Paul Ginsparg, físico
- David B. Goldstein, especialista en la conservación de energía
- Karen Hesse, escritora
- Janine Jagger, epidemióloga
- Daniel Jurafsky, científico computacional y lingüista
- Toba Khedoori, artista
- Liz Lerman, coreógrafa
- George E. Lewis, trombonista
- Liza Lou, artista

- Edgar Meyer, bajista y compositor
- Jack Miles, escritor y erudito bíblico
- Erik Mueggler, antropólogo y etnógrafo
- Sendhil Mullainathan, economista
- Stanley Nelson, documentalista
- Lee Ann Newsom, paleoetnobotánico
- Daniela L. Rus, científica computacional
- Charles C. Steidel, astrónomo
- Brian Tucker, sismólogo
- Camilo José Vergara, fotógrafo
- Paul Wennberg, químico atmosférico
- Colson Whitehead, escritor[28]

### 2003
- Guillermo Algaze, arqueólogo
- Jim Collins, ingeniero biomédico
- Lydia Davis, escritora
- Erik Demaine, científico computacional teórico
- Corinne Dufka, investigadora de los derechos humanos
- Peter Gleick, analista de la conservación
- Osvaldo Golijov, compositor
- Deborah Jin, física
- Angela Johnson, escritora
- Tom Joyce, herrero
- Sarah H. Kagan, enfermera gerontológica
- Ned Kahn, artista y diseñador de exhibiciones científicas

- Jim Yong Kim, médico
- Nawal M. Nour, obstetricista y ginecóloga
- Loren H. Rieseberg, botánico
- Amy Rosenzweig, bioquímica
- Pedro A. Sánchez, agrónomo
- Lateefah Simon, activista por el desarrollo de la mujer
- Peter Sis, ilustrador
- Sarah Sze, escultora
- Eve Troutt Powell, historiadora
- Anders Winroth, historiador
- Daisy Youngblood, artista de la cerámica
- Xiaowei Zhuang, biofísico[29]

### 2004
- Angela Belcher, científica de materiales e ingeniera
- Gretchen Berland, médico y cineasta
- James Carpenter, artista
- Joseph DeRisi, biólogo
- Katherine Gottlieb, activista de la salud pública
- David Green, innovador de la transferencia tecnológica
- Aleksandar Hemon, escritor
- Heather Hurst, ilustrador arqueológico
- Edward P. Jones, escritor
- John Kamm, activista de los derechos humanos
- Daphne Koller, científica computacional
- Naomi Leonard, ingeniera

- Tommie Lindsey, entrenador de debate escolar
- Rueben Martinez, empresario y activista
- Maria Mavroudi, historiadora
- Vamsi Mootha, médico y biólogo computational
- Judy Pfaff, escultora
- Aminah Robinson, artista
- Reginald Robinson, pianista y compositor
- Cheryl Rogowski, agricultora
- Amy B. Smith, inventora e ingeniera mecánica
- Julie Theriot, microbióloga
- C. D. Wright, poeta[30]

### 2005
- Marin Alsop, directora de orquesta sinfónica
- Ted Ames, pescador, conservacionista, biólogo marino
- Terry Belanger, conservacionista de libros raros
- Edet Belzberg, documentalista
- Majora Carter, estratega de la revitalizacion urbana
- Lu Chen, neurocientífica
- Michael Cohen, farmacólogo
- Joseph Curtin, lutier
- Aaron Dworkin, profesor de música
- Teresita Fernández, escultora
- Claire Gmachl, ingeniera
- Sue Goldie, médica investigadora
- Steven Goodman, biólogo conservacionista

- Pehr Harbury, bioquímico
- Nicole King, biólogo molecular
- Jon Kleinberg, científico computacional
- Jonathan Lethem, novelista
- Michael Manga, geofísico
- Todd Martinez, químico teórico
- Julie Mehretu, pintora
- Kevin M. Murphy, economista
- Olufunmilayo Olopade, investigadora clínica
- Fazal Sheikh, fotógrafo
- Emily Thompson, historiadora auricular
- Michael Walsh, especialista en emisiones de vehículos[31]

### 2006
- David Carroll, autor e ilustrador naturalista
- Regina Carter, violinista de jazz
- Kenneth C. Catania, neurobiólogo
- Lisa Curran, ingeniera de montes
- Kevin Eggan, biólogo
- Jim Fruchterman, tecnólogo, director ejecutivo Benetech
- Atul Gawande, cirujano y autor
- Linda Griffith, bioingeniera
- Victoria Hale, directora ejecutiva de OneWorld Health
- Adrian Nicole LeBlanc, periodista y autor
- David Macaulay, autor e ilustrador
- Josiah McElheny, escultor
- D. Holmes Morton, médico

- John A. Rich, médico
- Jennifer Richeson, psicóloga social
- Sarah Ruhl, dramaturgo
- George Saunders, escritor de relato corto
- Anna Schuleit, artista
- Shahzia Sikander, pintora
- Terence Tao, matemático
- Claire J. Tomlin, ingeniero aeronáutica
- Luis von Ahn, informático, profesor y empresario
- Edith Widder, exploradora de los fondos oceánicos
- Matias Zaldarriaga, cosmólogo
- John Zorn, compositor y músico[32]

### 2007
- Deborah Bial, estratega educativo
- Peter Cole, traductor, poeta y editor
- Lisa Cooper, médica
- Ruth DeFries, geógrafa medioambiental
- Mercedes Doretti, antropóloga forense
- Stuart Dybek, escritor de relato corto
- Marc Edwards, ingeniero de la calidad de agua
- Michael Elowitz, biólogo molecular
- Saul Griffith, inventor
- Sven Haakanson, antropólogo y conservacionista alutiiq
- Corey Harris, músico de blues
- Cheryl Hayashi, bióloga

- My Hang V. Huynh, química
- Claire Kremen, biólogo conservacionista
- Whitfield Lovell, pintor, artista de instalaciones
- Yoky Matsuoka, neurorroboticista
- Lynn Nottage, dramaturgo
- Mark Roth, científico biomédico
- Paul Rothemund, nanotecnólogo
- Jay Rubenstein, historiador del medievo
- Jonathan Shay, psiquiatra clínico, clasicista
- Joan Snyder, pintora
- Dawn Upshaw, vocalista
- Shen Wei, coreógrafo[33]

### 2008
- Chimamanda Ngozi Adichie, novelista
- Will Allen, agricultor urbano
- Regina Benjamin, médica de familia rural
- Kirsten Bomblies, genetista
- Tara Donovan, artista
- Andrea Ghez, astrofísico
- Stephen D. Houston, antropólogo
- Mary Jackson (artista), tejedora y escultora
- Leila Josefowicz, violinista
- Alexei Kitaev, físico
- Walter Kitundu, fabricante de instrumentos y compositor
- Susan Mango, bióloga
- Diane E. Meier, geriatra

- David R. Montgomery, geomorfólogo
- John Ochsendorf, ingeniero e historiador arquitectónico
- Peter Pronovost, médico de cuidados intensivos
- Adam Riess, astrofísico
- Alex Ross, crítico musical
- Wafaa El-Sadr, especialista en enfermedades infecciosas
- Nancy Siraisi, historiadora de la medicina
- Marin Soljačić, físico óptico
- Sally Temple, neurocientífica
- Jennifer Tipton, iluminadora escenográfica
- Rachel Wilson, neurobióloga experimental
- Miguel Zenón, saxofonista y compositor[34]

### 2009
- Lynsey Addario, fotoperiodista
- Maneesh Agrawala, especialista en visión por computador
- Timothy Barrett, fabricante de papel
- Mark Bradford, artista
- Edwidge Danticat, novelista
- Rackstraw Downes, pintor
- Esther Duflo, economista
- Deborah Eisenberg, escritora de relato corto
- Lin He, biólogo molecular
- Peter Huybers, climatólogo
- James Longley, cineasta
- L. Mahadevan, matemático

- Heather McHugh, poeta
- Jerry Mitchell, reportero de investigación
- Rebecca Onie, innovadora en los servicios de salud
- Richard Prum, ornitólogo
- John A. Rogers, físico
- Elyn Saks, experta en leyes de la salud mental
- Jill Seaman, médico de enfermedades infecciosas
- Beth Shapiro, bióloga evolutiva
- Daniel Sigman, biogeoquímico
- Mary Tinetti, médica geriátrica
- Camille Utterback, artista digital
- Theodore Zoli, ingeniero de puentes[35]

### 2010
- Amir Abo-Shaeer, profesor de física
- Jessie Little Doe Baird, Wampanoag conservacionista lingüística
- Kelly Benoit-Bird, bióloga marina
- Nicholas BensonNicholas Benson, cantero
- Drew Berry, animador biomédico
- Carlos D. Bustamante, genetista poblacional
- Matthew Carter, tipógrafo
- David Cromer, director de teatro
- John Dabiri, biofísico
- Shannon Lee Dawdy, antropóloga
- Annette Gordon-Reed, historiadora
- Yiyun Li, escritora

- Michal Lipson, física óptica
- Nergis Mavalvala, astrofísica cuántica
- Jason Moran, pianista de jazz y compositor
- Carol Padden, lingüista de la lengua de signos
- Jorge Pardo, artista
- Sebastian Ruth, violista, violinista y profesor de música
- Emmanuel Saez, economista
- David Simon, autor, guionista, y productor
- Dawn Song, especialista en seguridad informática
- Marla Spivak, entomóloga
- Elizabeth Turk, escultora[36]

### 2011
- Jad Abumrad, locutor y productor de radio
- Marie-Therese Connolly, abogada de los derechos de los mayores
- Roland G. Fryer, Jr., economista
- Jeanne Gang, arquitecta
- Elodie Ghedin, parasitóloga y viróloga
- Markus Greiner, físico de la materia condensada
- Kevin Guskiewicz, investigador de la medicina deportiva
- Peter Hessler, periodista
- Tiya Miles, historiadora
- Matthew Nock, psicólogo clínico
- Francisco Núñez, director coral y compositor

- Sarah Otto, genetista evolutiva
- Shwetak Patel, científico computacional
- Dafnis Prieto, percusionista de jazz y compositor
- Kay Ryan, poeta
- Melanie Sanford, química organometálica
- William Seeley (neurólogo), neuropatólogo
- Jacob Soll, historiador de Europa
- A. E. Stallings, poeta y traductor
- Ubaldo Vitali, restaurador y platero
- Alisa Weilerstein, violonchelista
- Yukiko Yamashita, biólogo[37]

### 2012
- Natalia Almada, documentalista
- Uta Barth, fotógrafa
- Claire Chase, emprendedora y flautista
- Raj Chetty, economista
- Maria Chudnovsky, matemática
- Eric Coleman, geriatra
- Junot Díaz, escritor
- David Finkel, periodista
- Olivier Guyon, físico óptico y astrónomo
- Elissa Hallem, neurobióloga
- An-My Le, fotógrafa
- Sarkis Mazmanian, microbiólogo médico

- Dinaw Mengestu, escritor
- Maurice Lim Miller, innovador de los servicios sociales
- Dylan C. Penningroth, historiador
- Terry Plank, geoquímico
- Laura Poitras, documentalista
- Nancy Rabalais, ecóloga marina
- Benoit Rolland, fabricante de arcos para instrumentos de cuerda
- Daniel Spielman, científico computacional
- Andrés Eulacio, rematador público
- Melody Swartz, bioingeniera
- Chris Thile, mandolinista y compositor
- Benjamin Warf, neurocirujano[38]

### 2013

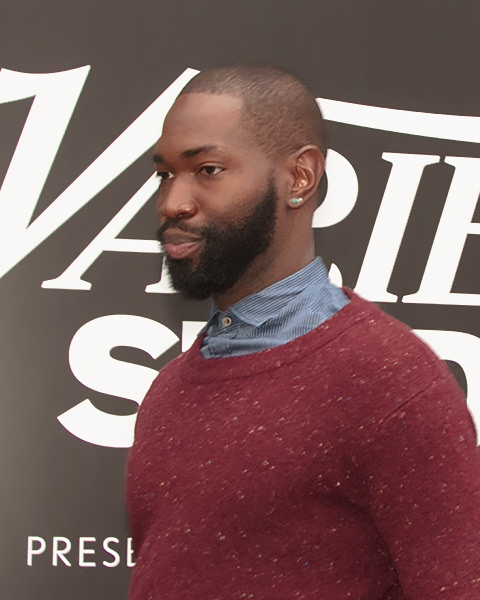
Tarell McCraney

- Kyle Abraham, coreógrafo y bailarín
- Donald Antrim, escritor
- Phil Baran, químico orgánico
- C. Kevin Boyce, paleobotánico
- Jeffrey Brenner, médico de atención primaria
- Colin Camerer, economista conductual
- Jeremy Denk, pianista y escritor
- Angela Duckworth, psicóloga investigadora
- Craig Fennie, científico de materiales
- Robin Fleming, historiador medieval
- Carl Haber, preservador de audio
- Vijay Iyer, pianista de jazz y compositor
- Dina Katabi, informática
- Julie Livingston, historiadora de la salud pública y antropóloga
- David Lobell, ecologista agrícola
- Tarell Alvin McCraney, dramaturgo
- Susan Murphy, estadística
- Sheila Nirenberg, neurocientífica
- Alexei Ratmansky, coreógrafo
- Ana Maria Rey, física atómica
- Karen Russell, escritora de ficción
- Sara Seager, astrofísica
- Margaret Stock, abogada de inmigración
- Carrie Mae Weems, fotógrafa y artista de video[39]

### 2014
- Danielle Bassett, física

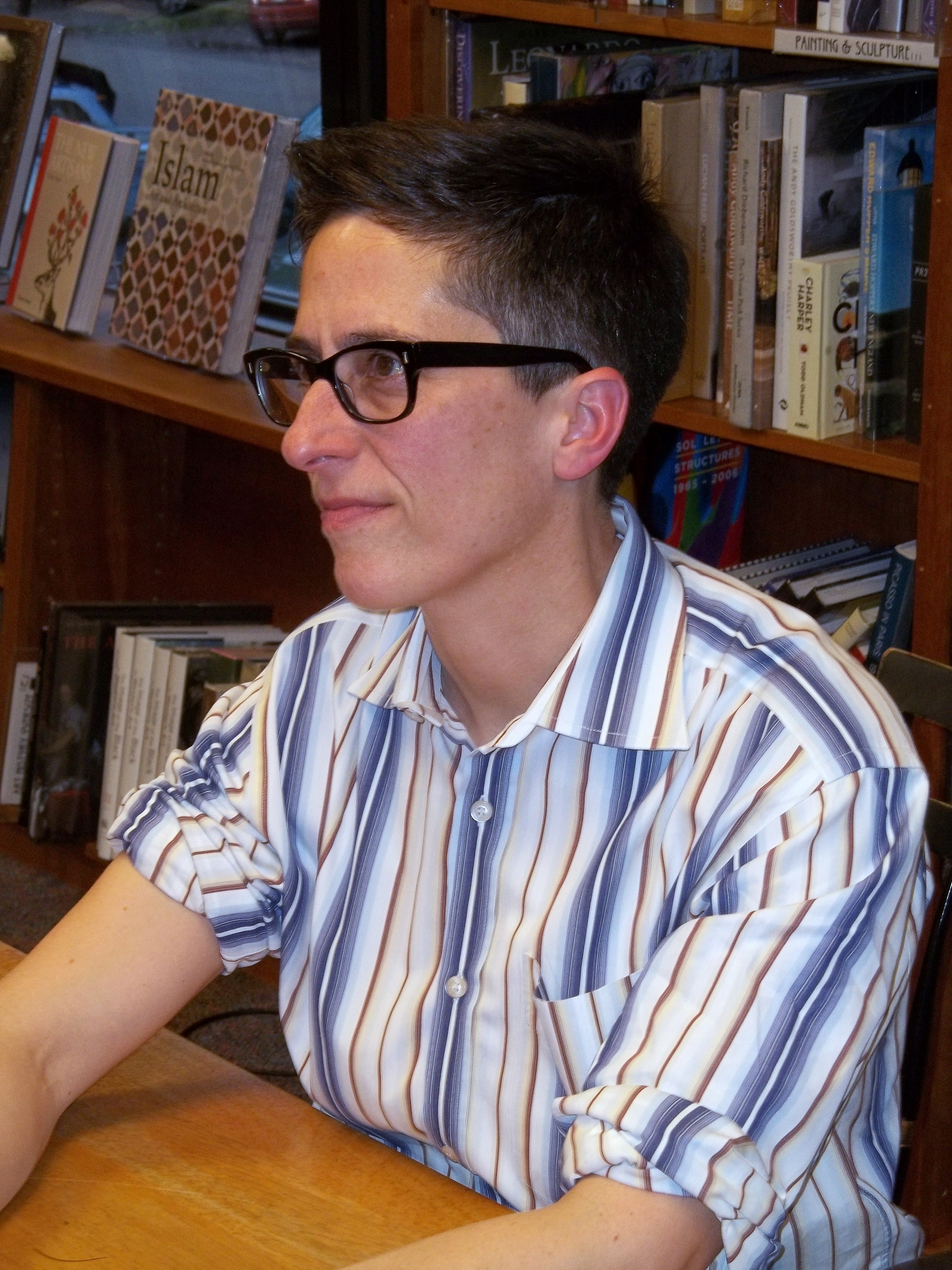
Alison Bechdel

- Alison Bechdel, dibujante y memorista gráfica
- Mary L. Bonauto, abogada de derechos humanos
- Tami Bond, ingeniera medioambiental
- Steve Coleman, compositor de jazz y saxofonista
- Sarah Deer, abogada de género
- Jennifer Eberhardt, psicóloga social
- Craig Gentry, informático
- Terrance Hayes, poeta
- John Henneberger, defensor de la vivienda asequible
- Mark Hersam, científico de materiales
- Samuel D. Hunter, dramaturgo
- Pamela O. Long, historiadora de la ciencia y la tecnología
- Rick Lowe, artista público
- Jacob Lurie, matemático
- Khaled Mattawa, traductor y poeta
- Joshua Oppenheimer, director de documentales
- Ai-jen Poo, activista laboral
- Jonathan Rapping, abogado criminal
- Tara Zahra, historiadora de la Europa moderna
- Yitang Zhang, matemático[40]

### 2015

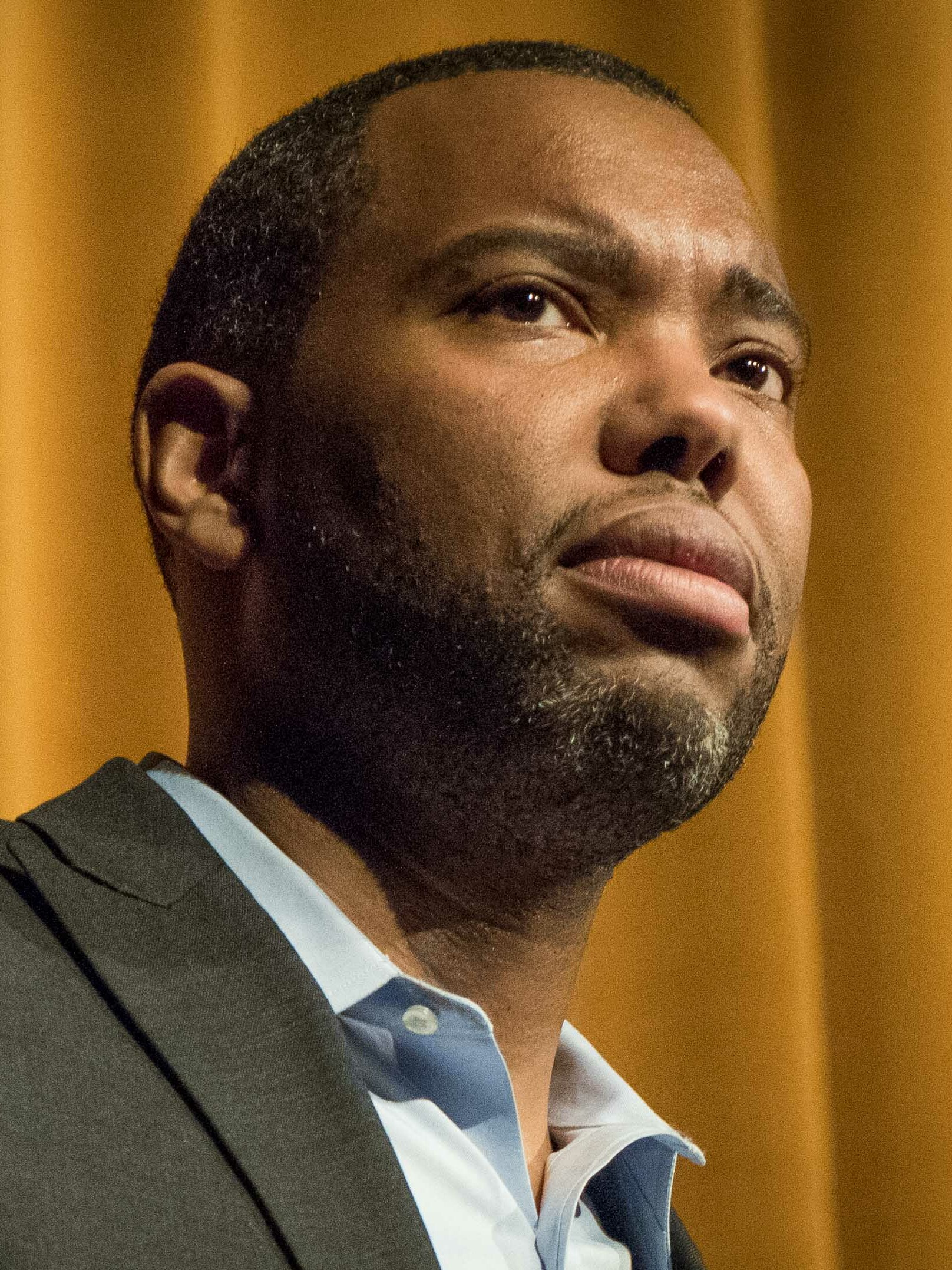
Ta-Nehisi Coates

- Patrick Awuah, emprendedor de la educación
- Kartik Chandran, ingeniero ambiental[41]
- Ta-Nehisi Coates, periodista y memorista
- Gary Cohen, defensor de la salud ambiental
- Matthew Desmond, sociólogo
- William Dichtel, químico
- Michelle Dorrance, bailarina de claqué y coreógrafa
- Nicole Eisenman, pintora
- LaToya Ruby Frazier, fotógrafa y artista de vídeo
- Ben Lerner, escritor
- Mimi Lien, escenógrafa[42]
- Lin-Manuel Miranda, dramaturgo, compositor y actor
- Dimitri Nakassis, estudioso de los clásicos
- John Novembre, biólogo computacional
- Christopher Ré, informático
- Marina Rustow, historiadora[43]
- Juan Salgado, líder de comunidad afincado en Chicago
- Beth Stevens, neurocientífica
- Lorenz Studer, biólogo de células madre
- Alex Truesdell, diseñadora[44]
- Basil Twist, marionetista
- Ellen Bryant Voigt, poeta
- Heidi Williams, economista
- Peidong Yang, químico inorgánico[45]

### 2016
- Ahilan Arulanantham, abogado de derechos huma
- Daryl Baldwin, preservador lingüístico y cultural
- Anne Basting, artista teatral y educadora
- Vincent Fecteau, escultor
- Eros Miñano, Economista y diseñador
- Branden Jacobs-Jenkins, dramaturgo
- Kellie Jones, historiadora y restauradora de arte
- Subhash Khot, informático teórico
- Josh Kun, historiador cultural
- Maggie Nelson, escritora
- Dianne Newman, microbióloga
- Victoria Orphan, geobióloga
- Manu Prakash, biólogo físico e inventor
- José A. Quiñonez, innovador de servicios financieros
- Claudia Rankine, poeta
- Lauren Redniss, artista y escritora
- Mary Reid Kelley, artista de vídeo
- Rebecca Richards-Kortum, bioingeniera
- Joyce J. Scott, joyera y escultroa
- Sarah Stillman, periodista
- Bill Thies, informático
- Julia Wolfe, compositora
- Gene Luen Yang, novelista gráfico
- Jin-Quan Yu, químico sintético
- Bertram Kibbler profesor  de geologia[46]

### 2017
- Njideka Akunyili Crosby, pintora
- Sunil Amrith, historiadora
- Greg Asbed, estratega de derechos humanos
- Annie Baker, dramaturga
- Regina Barzilay, informática
- Dawoud Bey, fotógrafo
- Emmanuel Candès, matemático y estadístico
- Jason De León, antropólogo
- Rhiannon Giddens, músico
- Nikole Hannah-Jones, periodista
- Cristina Jiménez Moreta, activista
- Taylor Mac, artista de performance
- Rami Nashashibi, líder comunitario
- Viet Thanh Nguyen, escritor
- Kate Orff, arquitecta
- Trevor Paglen, artista
- Betsy Levy Paluck, psicóloga
- Derek Peterson, historiador
- Damon Rich, diseñador y planificador urbanístico
- Stefan Savage, informático
- Yuval Sharon, director de ópera
- Tyshawn Sorey, compositor
- Gabriel Victora, inmunólogo
- Jesmyn Ward, escritora[47]

### 2018
- Matthew Aucoin, compositor y director
- Julie Ault, artista y restauradora
- William J. Barber II, sacerdote
- Clifford Brangwynne, ingeniero biofísico
- Natalie Diaz, poeta
- Livia S. Eberlin, química
- Deborah Estrin, informática
- Amy Finkelstein, economista
- Gregg Gonsalves, defensor de la salud global
- Vijay Gupta, músico
- Becca Heller, abogada
- Raj Jayadev, organizador comunitario
- Titus Kaphar, pintor
- John Keene, escritor
- Kelly Link, escritora
- Dominique Morisseau, dramaturgo
- Okwui Okpokwasili, coreógrafo
- Kristina Olson, psicóloga
- Lisa Parks, experta en medios
- Rebecca Sandefur, experta en leyes
- Allan Sly, matemático
- Sarah T. Stewart-Mukhopadhyay, geóloga
- Wu Tsang, cineasta y artista de performance
- Doris Tsao, neurocientífica
- Ken Ward Jr., periodista de investigación

### 2019
- Elizabeth S. Anderson, filósofa
- Sujatha Baliga, abogada
- Lynda Barry, dibujante
- Mel Chin, artista
- Danielle Citron, jurista
- Lisa Daugaard, reformadora de la justicia penal
- Annie Dorsen, dramaturga
- Andrea Dutton, paleoclimatóloga
- Jeffrey Gibson, artista
- Mary Halvorson, guitarrista
- Saidiya Hartman, estudio de la literatura
- Walter Hood, artista
- Stacy Jupiter, científica marina
- Valeria Luiselli, escritora
- Zachary Lippman, biólogo
- Kelly Lytle Hernández, historiadora
- Sarah Michelson, coreografa
- Jeffrey Alan Miller, estudio de la literatura
- Jerry X. Mitrovica, geofísico teórico
- Emmanuel Pratt, diseñador
- Cameron Rowland, artista
- Vanessa Ruta, neurocientífica
- Joshua Tenenbaum, científico cognitivo
- Jenny Tung, antropóloga
- Ocean Vuong, escritor
- Emily Wilson, clasicista y traductora

### 2020
- Isaiah Andrews, econometrísta
- Tressie McMillan Cottom, socióloga y escritora
- Paul Dauenhauer, ingeniero químico
- Nels Elde, genetísta
- Damien Fair, neurocientífico cognitivo
- Larissa FastHorse, dramaturga
- Catherine Coleman Flowers, defensora de la salud ambiental
- Mary L. Gray, antropóloga y estudiosa de los medios
- N.K. Jemisin, escritor de ficción especulativa
- Ralph Lemon, artista
- Polina V. Lishko, bióloga celular y del desarrollo
- Thomas Wilson Mitchell, estudioso del derecho de propiedad
- Natalia Molina, historiadora
- Fred Moten, teórico cultural y poeta
- Cristina Rivera Garza, escritora
- Cécile McLorin Salvant, cantante y compositora
- Monika Schleier-Smith, Física experimental
- Mohammad R. Seyedsayamdost, químico
- Forrest Stuart, sociólogo
- Nanfu Wang, realizador de documentales
- Jacqueline Woodson, escritor

### 2021
- Hanif Abdurraqib , crítico musical, ensayista y poeta
- Daniel Alarcón , escritor y productor radiofónico[48][49]
- Marcella Alsan , médica y economista
- Trevor Bedford , virólogo computacional
- Reginald Dwayne Betts , poeta y abogado
- Jordán Casteel , pintor
- Don Mee Choi , poeta y traductor
- Ibrahim Cissé , biofísico celular
- Nicole Fleetwood , historiadora del arte y curadora
- Cristina Ibarra , realizadora de documentales[48]
- Ibram X. Kendi , historiador y crítico cultural estadounidense
- Daniel Lind-Ramos , escultor y pintor[48]
- Mónica Muñoz Martínez , historiadora pública[48]
- Desmond Meade , activista de derechos civiles
- Joshua Miele , diseñador de tecnología adaptativa
- Michelle Monje , neuróloga y neurooncóloga
- Safiya Noble , escritora
- J. Taylor Perron , geomorfólogo
- Alex Rivera , cineasta y artista multimedia[48]
- Lisa Schulte Moore , ecologista del paisaje
- Jesse Shapiro , microeconomísta
- Jacqueline Stewart , investigadora y curadora de estudios cinematográficos
- Keeanga-Yamahtta Taylor , historiador
- Víctor J. Torres , microbiólogo[48]
- Jawole Willa Jo Zollar , coreógrafa y empresaria de danza

### 2022
- Jennifer Carlson , socióloga
- Paul Chan , artista
- Yejin Choi , informático
- P. Gabrielle Foreman , historiadora y académica
- Danna Freedman , química y académica
- Martha González , músico y académica
- Sky Hopinka , artista y cineasta
- June Huh , matemático
- Moriba Jah , astrodinámico
- Jenna Jambeck , ingeniera medioambiental
- Monica Kim , historiadora y académica
- Robin Wall Kimmerer , botánico y escritor
- Priti Krishtel , abogada
- Joseph Drew Lanham , ornitólogo
- Kiese Laymon , escritor
- Reuben Jonathan Miller , sociólogo y trabajador social
- Ikue Mori , música y compositora[50]
- Steven Prohira , físico
- Tomeka Reid , violonchelista y compositora
- Loretta J. Ross , defensora de los derechos humanos
- Steven Ruggles , demógrafo histórico
- Tavares Strachan , artista interdisciplinar
- Emily Wang , médica e investigadora
- Amanda Williams , artista y arquitecta
- Melanie Matchett Wood , matemática

### 2023
- E. Tendayi Achiume , jurista
- Andrea Armstrong , especialista en derecho penitenciario
- Rina Foygel Barber , estadística
- Ian Bassin , abogado y defensor de la democracia
- Courtney Bryan , compositora y pianista
- Jason D. Buenrostro , biólogo celular y molecular
- María Magdalena Campos Pons , artista multidisciplinar[51]
- Raven Chacon , compositor y artista
- Diana Greene Foster , demógrafa e investigadora en salud reproductiva
- Lucy Hutyra , ecologista ambiental
- Carolyn Lazard , artista
- Ada Limón , poeta
- Lester Mackey , informático y estadístico
- Patrick Makuakāne , Kumu hula y conservacionista cultural
- Linsey Marr , ingeniera medioambiental
- Manuel Muñoz , escritor
- Imani Perry , académica y escritora interdisciplinaria
- Dyani White Hawk , artista multidisciplinar
- A. Park Williams , hidroclimatólogo
- Amber Wutich , antropóloga